# Sphaerodactylus rhabdotus
Sphaerodactylus rhabdotus este o specie de șopârle din genul Sphaerodactylus, familia Gekkonidae, descrisă de Schwartz 1970. Conform Catalogue of Life specia Sphaerodactylus rhabdotus nu are subspecii cunoscute.